# Глазчатый лазающий полоз
Глазчатый лазающий полоз (Bogertophis subocularis) — вид змей из семейства ужеобразных, обитающий в Северной Америке.

## Описание
Общая длина достигает 1,1—1,6 м. Голова узкая с большими глазами. Туловище изящное, стройное с немного килеватой чешуёй. Окраска колеблется от желтовато-коричневого, бурого или кремового до бледно-жёлтого цвета, рисунок образован тёмными, Н-образными пятнами вдоль спины. Существует светлая морфа с маленькими, более округлыми, светло окрашенными пятнами на спине, которая называется «блондинка».

## Образ жизни
Населяют пустынные, полупустынные области, предпочитает скалистые участки. Активен только ночью. Питается мелкими млекопитающими, птицами и ящерицами, которых убивает удушением.

## Размножение
Это яйцекладущая змея. Самка откладывает от 3 до 11 яиц.

## Распространение
Живет в пустыне Чиуауа: юг Техаса и Нью-Мексико (США), на прилегающих территориях Мексики: Чиуауа, Коауила, Дуранго.